# Liste der Monuments historiques in Haguenau
Die Liste der Monument historique in Haguenau verzeichnet alle klassifizierten und eingetragenen Monuments historiques in der elsässischen Stadt Hagenau.

## Liste der Bauwerke
| Bezeichnung                             | Beschreibung | Standort                                                    | Kennzeichnung | Schutzstatus | Datum | Bild           |
| --------------------------------------- | --- | ----------------------------------------------------------- | ------------- | ------------ | ----- | -------------- |
| St. Georg                               | St. Georg wurde im 12. Jahrhundert erbaut und im 13. Jahrhundert nach Osten um einen gotischen Chor erweitert. Das Mittelschiffsgewölbe entstand erst 1609 bis 1611 in spätgotischen Formen. Die gewölbte Säulenbasilika mit Querhaus und oktogonalem Vierungsturm wird von einem ⅝-Chor abgeschlossen. Zehn Arkaden auf Rundsäulen mit Würfelkapitellen trennen Mittel- und Seitenschiffe. Bogenfriese und Lisenen gliedern den Sandsteinbau, der an den Längsseiten verputzt ist. | Rue Saint-Georges (Lage)                                    | PA00084724    | Classé       | 1930  | weitere Bilder |
| St. Nikolaus                            | St. Nikolaus wurde von Friedrich I. als Spitalkirche gegründet, später den Prämonstratensern übergeben und ist seit 1208 Pfarrkirche. Von den Baudaten der heutigen Kirche ist nur das Weihedatum im Jahr 1425 überliefert. Vermutet wird eine Erbauung Ende des 13./Anfang des 14. Jahrhunderts. Die Säulenbasilika mit 11 Jochen wird von zwei Chorjochen mit ⅝-Schluss abgeschlossen. Ein Querhaus fehlt. Glatte Rundpfeiler mit Laubwerkkapitellen tragen Runddienste, die die Gewölbe halten. Der quadratische Chorturm trägt einen oktogonalen Aufsatz. Die barocke Ausstattung stammt aus dem nahen Kloster Neubourg. | Grand-Rue (Lage)                                            | PA00084725    | Inscrit      | 1930  | weitere Bilder |
| Bienenbrunnen                           | Der Bienenbrunnen wurde von 1760 bis 1777 für das Kloster Neubourg geschaffen. 1866 wurde er nach Ueberach transloziert und steht schließlich seit 1886 an seinem heutigen Ort. Das Becken des Brunnens entspricht einen Vierpass. Im Zentrum erhebt sich eine Säule, aus der Wasser aus vier Ausläufen in ein rundes Becken und dann in das Hauptbecken fließt. Auf der Säule steht ein Bienenkorb, um den vier Engel versammelt sind. Eine der Puten hält ein Wappenschild, die anderen blättern in Büchern. | Square Saint-Georges/Rue des École/Rue Saint-Georges (Lage) | PA00084727    | Classé       | 1984  | weitere Bilder |
| Brunnen                                 | Das achteckige Brunnenbecken wurde in der zweiten Hälfte des 18. Jahrhunderts geschaffen. Ursprünglich stand in der Mitte eine neogotische Säule, die aus der zweiten Hälfte des 19. Jahrhunderts stammte. Diese wurde 1885 durch eine monumentale Schale ersetzt. Das Wasser fließt aus Metallausgüssen aus dem Mund von Löwen direkt in das Becken. | Place Saint-Georges/Grand-Rue (Lage)                        | PA00084726    | Inscrit      | 1939  | weitere Bilder |
| Getreidespeicher des Spitals            | Das Kornhaus des Krankenhauses wurde 1423 als dreigeschossiger Bruchsteinbau errichtet. Bei dem Stadtbrand im Jahr 1677 brannte der Dachstuhl aus und wurde erst 1769 als Krüppelwalmdach wiedererrichtet. Das Gebäude besitzt vier Etagen mit je einem großen Saal, in dessen Zentrum eine Säulenreihe die Decke trägt. Weit auskragende Geschosssimse gliedern den Bau. Spitzbogige Fenster beleuchten das Innere. Man betritt das Gebäude über ein Rundbogenportal. | 2, rue de la Filature (Lage)                                | PA00084734    | Inscrit      | 1969  | weitere Bilder |
| Getreidespeicher St. Georg              | Der Getreidespeicher wurde laut einer runden Kartusche über dem Eingangsportal von dem Architekten Frédéric Hammer im Jahr 1527 erbaut. Der Zugang zum Gebäude erfolgt über drei mächtige Rundbogenportale. Ecklisenen aus Sandstein gliedern den Ziegelsteinbau. Schmale hohe Fenster mit Giebelfeld und gerader Verdachung durchbrechen die Fassade. Über dem Erdgeschoss sitzen zwei Speichergeschosse. | 10, rue du Grenier (Lage)                                   | PA00084735    | Inscrit      | 1930  | weitere Bilder |
| Krankenhaus                             | Der Gebäudekomplex ersetzte 1757 ein Krankenhaus aus dem 12. Jahrhundert, das bei einem Brand im Jahr 1677 zerstört worden war. Die Entwürfe stammten von Georges-Joseph Barth. 1883 wurde das Militärspital zu einem Zivilkrankenhaus. In den 1950er und 1960er Jahren wurde das Gebäude nach Westen stark erweitert und modernisiert. Nach dem Neubau eines Klinikzentrum am Südrand der Stadt wurde das Krankenhaus zum Altersheim. Der dreigeschossige Putzbau besteht aus vier zu je zwei parallel ineinander geschobenen Gebäuderiegeln. Die ursprüngliche Hauptfassade zeigt nach Osten. Lisenen und Geschossgesimse gliedern das Gebäude. Die mittleren Achsen sind bei allen drei Gebäudeteilen an der Westseite hervorgehoben. Im zentralen Baukörper fasst ein Mittelrisalit mit Dreiecksgiebel (mit figürlichem Relief im Giebelfeld) drei der sieben Achsen zusammen. Im Zentrum des Daches sitzt ein Dachreiter. Dahinter bilden die Gebäuderiegel einen Innenhof. Das Barockportal wird von einem schmalen Söller abgeschlossen.                                                                          | 5, Place d’Armes (Lage)                                     | PA00084728    | Inscrit      | 1930  | weitere Bilder |
| Militär- und Zivilkrankenhaus           | In den Jahren 1783 bis 1788 wurde das Militär- und Zivilkrankenhaus von dem Architekten Charpentier erbaut. Ab 1788 wurde das Krankenhaus nur noch zivil genutzt, da ein königlicher Erlass den Status als Militärkrankenhaus abschaffte. Doch immer wieder musste das Krankenhaus für verletzte Soldaten herhalten, vor allem während der Napoleonischen Kriege. Ab 1812 nutzte die Kommune das Gebäude als Armenhaus, von 1815 bis 1818 war es Kaserne. Von 1822 bis 1960 wurde das Gebäude als Frauengefängnis genutzt. Anschließend war es bis 1984 forensische Klinik für beide Geschlechter. Seit 1996 residiert hier die Hochschule der Stadt. Der symmetrisch aufgebaute Gebäuderiegel besitzt einen leicht hervortretenden Mittelrisalit mit gerundetem Giebel und zwei Seitenrisalite mit Dreiecksgiebel, denen noch zwei niedrigere Anbauten folgen. Der viergeschossige Putzbau wird von einem abgewalmten Dach mit zentralem Dachreiter abgeschlossen. Horizontale Sandsteinbänder gliedern das Erdgeschoss und Sandsteinlisenen betonen die Ecken. Ein Traufgesims auf Konsolen schließt den Baukörper ab. | 24, rue du maire André Traband (Lage)                       | PA00085269    | Inscrit      | 1990  | weitere Bilder |
| Hôtel du bailli Hoffmann                | Die Familie Hoffmann gehörte im 18. Jahrhundert zu den reichsten Familien des Elsass. Reich geworden war die Familie als Händler von Färberkrapp, aber auch als Bankiers. Um 1770 erbaute der als Bailli Hoffmann betitelte François Joseph Ignace Hoffmann einen repräsentativen Vierseithof. Die prachtvolle Barockfassade ist nicht mehr ganz im Original erhalten. Die Fassade mit neun Fensterachsen und drei Geschossen wird von Lisenen und zwei prägnanten Geschossgesimsen gegliedert. im Zentrum steht im Erdgeschoss eine Tordurchfahrt zum Innenhof, darüber ein Balkon mit breitem Portal mit Rundbogen und geschwungenem Giebel, der sich in das darüberliegende Geschoss zieht. | 55/57, Grand-Rue (Lage)                                     | PA00084730    | Inscrit      | 1985  | weitere Bilder |
| Hôtel Barth                             | Das Hôtel particulier des Architekten Georges-Joseph Barth entwarf der Baumeister selbst. Der dreigeschossige Putzbau ist streng symmetrisch aufgebaut. Lisenen und Gesimse trennen die fünf Fensterachsen. Die Fassade wurde nach dem Einzug einer Bank leicht verändert. Im Erdgeschoss ist die Wand mit Sandstein verkleidet. In den äußeren Achsen sitzen Rundbogenportale. Im Zentrum des zweiten Geschosses sitzt ein Balkon mit schmiedeeisernem Geländer auf Konsolen. Ein Barockportal schmückt hier den Zugang und setzt sich bis in das darüberliegende Geschoss mit französischem Balkon und Balustrade fort. Die Fenster sind mit Segmentbögen ausgestattet und tragen darüber Masken. | 59, Grand-Rue (Lage)                                        | PA00084733    | Inscrit      | 1930  | weitere Bilder |
| Hôtel du Commandant de la Place         | Das repräsentative Gebäude mit Barockfassade wurde 1700 auf Kosten der Stadt für den königlichen Kommandanten errichtet. Gegliedert wird der zweigeschossige Putzbau durch Lisenen und ein Geschossgesims. Zur Gartenseite lockert ein Mittelrisalit die Fassade mit 16 Fensterachsen auf. Die Fenster sind in Sandstein gefasst. Schlusssteine bekrönen diese, im Mittelrisalit sind Masken angebracht. Der mittleren Achse des Risalits ist im ersten Stock ein Balkon auf Konsolen vorgelagert. Die Fenstertür wird von einem prächtigen Portalrahmen gefasst. | 11, rue Georges-Clemenceau (Lage)                           | PA00084731    | Inscrit      | 1930  | weitere Bilder |
| Hôtel de Fleckenstein                   | Das Palais derer von Fleckenstein ist ein einfaches Renaissance-Haus mit Stufengiebel aus dem 16. Jahrhundert. Auffällig ist der oktogonale Treppenturm mit Portal, der leicht in die Fassade geschoben wurde. Die Eingangstür wird von Pilastern gerahmt, die eine gerade Verdachung mit zwei Kugeln und Muschelornament tragen. Das Innere des Hauses wird von Stuckdecken geschmückt. Die Hauskapelle wird von Spitzbögen überwölbt. | 6/8, impasse Fleckenstein (Lage)                            | PA00084729    | Inscrit      | 1930  | weitere Bilder |
| Hôtel de Koenigsbruck                   | Der Hof des ehemaligen und etwas außerhalb der Stadt gelegenen Klosters Koenigsbruck ist ein lang gestreckter Putzbau mit zwei Geschossen und wurde 1748 im ländlichen Barockstil errichtet. Neben einer leicht asymmetrisch gesetzten Toreinfahrt mit Rundbogen steht im Zentrum ein französischer Balkon mit schmiedeeisernem Gitter, dessen Portalgiebel sich mit dem darüber liegenden Balkon des ersten Stocks verkröpft. Ein Traufgesims mit Konsolfries schließt den Baukörper ab. Über der mittleren Fensterachse sitzt im Dachbereich ein Zwerchhaus, das die gliedernde Architektur des Baukörpers aufnimmt. Weitere Zwerchhäuser sind einfacher und mit Rundgiebel gestaltet. | 142, Grand-Rue (Lage)                                       | PA00084732    | Inscrit      | 1930  | weitere Bilder |
| Wohnhaus                                | Der giebelständige zweigeschossige Putzbau wird im Erdgeschoss von drei Rundbogenöffnungen beherrscht. Darüber sind im ersten Stock die kleinen hochrechteckigen Fenster über ein Sohlbankgesims verbunden. Drei der sieben Fensterachsen sind in einem Renaissanceerker verbunden. Dieser ruht auf einer Konsole. Die Wände unterhalb der Fenster sind mit Sandsteinreliefen verziert. Erbaut wurde das Gebäude im 16. Jahrhundert als Haus zum Lindwurm, dann nach seinem Besitzer General Zuckmantel auch Maison Zuckmantel. Ab 1675 gehörte es dem Bäcker G. Hohn. | 104, Grand-Rue (Lage)                                       | PA00084736    | Inscrit      | 1930  | weitere Bilder |
| Maison des Anneaux                      | Unter Denkmalschutz stehen das Vestibül mit Schnitzereien, Wandverkleidung, Pflaster, Decke und Fenstern. | 5, rue des Anneaux (Lage)                                   | PA67000065    | Inscrit      | 2005  | weitere Bilder |
| Maison à la Cour verte                  | Das renovierte Wohn- und Geschäftshaus aus dem Jahr 1672 ist U-förmig angelegt. Die Fassade ist einfach gehalten. Die drei mittleren der fünf Fensterachsen des Erdgeschosses sind als Segmentbögen ausgelegt. Im ersten Stock sind vier Achsen mit je drei gekuppelten Fenstern angelegt, darüber vier Achsen mit zwei Fenstern. Ein Walmdach schließt den Baukörper ab. Im Inneren des Hofes stehen ein Treppentürmchen und eine Galerie. | 127, Grand-Rue (Lage)                                       | PA00084737    | Inscrit      | 1930  | weitere Bilder |
| Porte des Chevaliers (Rittertor)        | Das Tor entstand um das Jahr 1230 als Teil der Stadtbefestigung. Es besteht aus einem Torhaus mit hohem Rundbogen und einem fünfgeschossigen querrechteckigen Turm mit Spitzbogen. Bekrönt wird der Uhrturm von einem Walmdach mit zentralem Dachreiter mit Glocke. | Rue des Chevaliers (Lage)                                   | PA00084738    | Inscrit      | 1930  | weitere Bilder |
| Porte de Wissembourg (Weißenburger Tor) | Das trutzige Tor steht heute auf einem Verkehrskreisel in der Innenstadt. Es entstand im dritten Viertel des 16. Jahrhunderts. Rechts und links halten tiefe Strebepfeiler das Bauwerk. Über dem Rundbogen sitzt ein Wappenfeld, darüber drei Rundfenster. Erhalten ist nur das Erdgeschoss des Turmes. | Grand-Rue (Lage)                                            | PA00084739    | Inscrit      | 1930  | weitere Bilder |
| Trocknungsanlage für Kiefernzapfen      | Im 19. Jahrhundert war die Waldkiefer einer der Bäume, den die Forstverwaltung als schnell wachsenden Aufforstungsbaum anpflanzen wollte. Um Sämlinge zu gewinnen, mussten die Kiefernzapfen getrocknet werden. Dies geschah in großem Maßstab in Trocknungsanlagen. Die erste Anlage dieses Typs in Frankreich wurde 1824 in Hagenau aufgestellt, da der Wald in der Region mit 7.000 ha Kiefern viele Samen liefern konnte. Doch diese Anlage entpuppte sich bald als wenig tauglich und so musste schließlich 1844 eine neue Anlage aufgestellt werden, die bis heute erhalten ist. Ein zentraler Ofen aus Ziegelsteinen heizte die Luft in den Schubladen mit den Samen auf 30 °C bis 45 °C. | 5, rue des Dominicains (Lage)                               | PA00125216    | Inscrit      | 1993  | weitere Bilder |
| Synagoge                                | 1820 erbaute die jüdische Gemeinde die heutige Synagoge im Stil des Klassizismus nach den Plänen des Architekten Léopold. Die Synagoge wurde im Zweiten Weltkrieg beschädigt und 1959 wiederaufgebaut. Das Gebäude ist ein lang gestreckter Putzbau mit hohen Rundbogenfenstern an den Seiten. Die Front ist mit horizontalen Sandsteinbändern verkleidet. Im Zentrum der Fassade stehen drei mächtige Rundbögen als Fensterachsen, die mittlere im Erdgeschoss ist der Hauptzugang. Breite Pilaster trennen und begrenzen die Achsen. Drüber ragt ein Dreiecksgiebel mit Rundfenster auf. Ein angedeuteter Architrav mit Kranzgesims schließt den Baukörper unterhalb des Frontspießes ab. | Rue du Grand Rabbin Joseph Bloch (Lage)                     | PA00084740    | Inscrit      | 1984  | weitere Bilder |
| Stadttheater                            | Das städtische Theater wurde in den Jahren 1842 bis 1846 nach Entwürfen des Architekten Charles Morin errichtet. Es besteht aus einem rechteckigen Gebäuderiegel, an den ein halbkreisförmiges Gebäude anschließt. Das Erdgeschoss mit Eingangsbereich wird von horizontalen Sandsteinbändern gegliedert. Darüber sitzt ein Geschoss mit hohen Fenstern, im Rundbau als Rundbogen ausgeführt und durch Pilaster getrennt. Darüber sitzt ein Mezzaningeschoss, das von einem auskragenden Gesims mit Konsolen abgeschlossen wird. Darüber sitzt ein verziertes Fries mit Löwenköpfen. | 2, place du Maire-Guntz (Lage)                              | PA00135144    | Inscrit      | 1995  | weitere Bilder |
| Tour des Pêcheurs (Fischerturm)         | Der oktogonale Fischerturm war ursprünglich Wachturm an der schiffbaren Moder. Bei Gefahr konnte ein Fallgitter an dem angebauten Torbogen heruntergelassen werden. Das untere Geschoss des Turmes mit Zeltdach entstand im 8. Jahrhundert, aufgestockt wurde er zwischen 1228 und 1235. Er wurde aus ockerfarbenem Sandstein errichtet. | Quai des Pêcheurs (Lage)                                    | PA00084741    | Classé       | 1923  | weitere Bilder |

## Liste der Objekte
| Bezeichnung                                                                     | Beschreibung | Standort                                                                  | Kennzeichnung | Schutzstatus | Datum | Bild           |
| ------------------------------------------------------------------------------- | --- | ------------------------------------------------------------------------- | ------------- | ------------ | ----- | -------------- |
| Grabmal von Jakob von Fleckenstein und Veronica von Andlau                      | Sandstein, farbig gefasst und vergoldet, 1496 | in der Kirche St. Georg (Lage)                                            | PM67000795    | Classé       | 1997  |                |
| Sakramentshaus                                                                  | Sandstein, bezeichnet 1523 | in der Kirche St. Georg (Lage)                                            | PM67000796    | Classé       | 1997  | weitere Bilder |
| Skulptur Maria Immaculata                                                       | Holz, farbig gefasst, versilber und vergoldet, drittes Viertel des 18. Jahrhunderts                                                                                                   | in der Kirche St. Georg (Lage)                                            | PM67000800    | Classé       | 1997  |                |
| Zwei Glocken                                                                    | Bronze, 1268 gegossen | in der Kirche St. Georg (Lage)                                            | PM67000115    | Classé       | 1982  |                |
| Reliquiar des heiligen Alois von Gonzaga                                        | 19. Jahrhundert | in der Kirche St. Georg (Lage)                                            | PM67001643    | Inscrit      | 191   |                |
| Krippenfiguren                                                                  | Maria vor dem Jesuskind kniend, Joseph, kniender Bogenschütze und kniender Soldat; Holz, 19. Jahrhundert                                                                              | in der Kirche St. Georg (Lage)                                            | PM67001648    | Inscrit      | 1991  |                |
| Archivschrank                                                                   | Tannenholz, Ende des 15. Jahrhunderts | in der Kirche St. Georg (Lage)                                            | PM67000798    | Classé       | 1997  |                |
| Skulptur Maria Immaculata                                                       | Holz, farbig gefasst, zweite Hälfte des 18. Jahrhunderts | in der Kirche St. Georg (Lage)                                            | PM67000801    | Classé       | 1992  |                |
| Drei Skulpturen: Sitzende Madonna mit Kind, Stehende Madonna mit Kind und Pietà | 18. Jahrhundert | in der Kirche St. Georg (Lage)                                            | PM67001646    | Inscrit      | 1991  |                |
| Retabel des heiligen Sakraments                                                 | Triptychon; Holz, farbig gefasst und vergoldet, zweite Hälfte des 15. Jahrhunderts | in der Kirche St. Georg (Lage)                                            | PM67000543    | Classé       | 1991  | weitere Bilder |
| Skulptur Madonna mit Kind                                                       | Holz, farbig gefasst und vergoldet, erste Hälfte des 15. Jahrhunderts | in der Kirche St. Georg (Lage)                                            | PM67000799    | Classé       | 1997  | weitere Bilder |
| Marienaltar                                                                     | Seitenaltar; Altartisch und Retabel: Eichenholz, farbig gefasst, 1859 von Adalbert Sickinger; Gemälde von 1897                                                                        | in der Kirche St. Georg (Lage)                                            | PM67001638    | Inscrit      | 1991  |                |
| Prozessionsfahne der marianischen Männerkongregation                            | Stoff, 19. Jahrhundert | in der Kirche St. Georg (Lage)                                            | PM67001639    | Inscrit      | 1991  |                |
| Kreuzreliquiar                                                                  | zweites Viertel des 19. Jahrhunderts | in der Kirche St. Georg (Lage)                                            | PM67001644    | Inscrit      | 1991  |                |
| Prozessionskreuz                                                                | Holz und Silber, 1515 | in der Kirche St. Georg (Lage)                                            | PM67000112    | Classé       | 1967  |                |
| Monstranz                                                                       | Silber, vergoldet, 1629 | in der Kirche St. Georg (Lage)                                            | PM67000113    | Classé       | 1967  |                |
| Retabel des Jüngsten Gerichts                                                   | Triptychon; Holz, farbig gefasst, 1496/97 | in der Kirche St. Georg (Lage)                                            | PM67000542    | Classé       | 1991  | weitere Bilder |
| Kanzel                                                                          | Sandstein, 1500 | in der Kirche St. Georg (Lage)                                            | PM67000797    | Classé       | 1997  | weitere Bilder |
| Vier Beichtstühle                                                               | Eichenholz, zweite Hälfte des 19. Jahrhunderts | in der Kirche St. Georg (Lage)                                            | PM67001640    | Inscrit      | 1991  |                |
| Zwei Reliquiare                                                                 | Kupfer, vergoldet, und Glas, 1880 | in der Kirche St. Georg (Lage)                                            | PM67001641    | Inscrit      | 1991  |                |
| Skulptur Maria Immaculata                                                       | Holz, farbig gefasst, um 1800 | in der Kirche St. Georg (Lage)                                            | PM67001642    | Inscrit      | 1991  |                |
| Sebastiansreliquiar                                                             | 19. Jahrhundert | in der Kirche St. Georg (Lage)                                            | PM67001645    | Inscrit      | 1991  |                |
| Skulpturen                                                                      | ca. 16 Skulpturen, 19. Jahrhundert | in der Kirche St. Georg (Lage)                                            | PM67001647    | Inscrit      | 1991  |                |
| Sonnenuhr                                                                       | Sandstein, 1764 | Rue de la Romaine (Lage)                                                  | PM67000784    | Classé       | 1997  |                |
| Heiliges Grab                                                                   | Sandstein, farbig gefasst und vergoldet, zwischen 1350 und 1360 für die Stephanskapelle in Straßburg angefertigt, 1785/86 in Hagenau aufgestellt; Wölfelin von Rouffach zugeschrieben | in der Kirche St. Nikolaus (Lage)                                         | PM67000109    | Classé       | 1982  | weitere Bilder |
| Skulptur Madonna mit Jesuskind im Skapulier                                     | Holz, farbig gefasst; Madonna aus dem 15. Jahrhundert, Jesuskind im 18. Jahrhundert ergänzt                                                                                           | in der Kirche St. Nikolaus (Lage)                                         | PM67001637    | Inscrit      | 1991  |                |
| Monstranz                                                                       | Silber, vergoldet, 1760 von Johann Georg Pick | in der Kirche St. Nikolaus (Lage)                                         | PM67000111    | Classé       | 1978  |                |
| Chorgestühl, Wandverkleidung und vier Skulpturen der Kirchenväter               | Eichen- und Lindenholz, 1768 für das Kloster Neubourg angefertigt | in der Kirche St. Nikolaus (Lage)                                         | PM67000600    | Classé       | 1982  | weitere Bilder |
| Kanzel                                                                          | Eichenholz, drittes Viertel des 18. Jahrhunderts | in der Kirche St. Nikolaus (Lage)                                         | PM67000598    | Classé       | 1982  | weitere Bilder |
| Orgel                                                                           | 1747 von Johann Georg Rohrer für das Kloster Neubourg gebaut | in der Kirche St. Nikolaus (Lage)                                         | PM67001022    | Classé       | 1982  | weitere Bilder |
| Orgelprospekt und Emporenbrüstung                                               | 1747 von Johann Georg Rohrer für das Kloster Neubourg gebaut | in der Kirche St. Nikolaus (Lage)                                         | PM67000597    | Classé       | 1982  | weitere Bilder |
| Inschriftentafel                                                                | Sandstein, 1683 | in der Synagoge (Lage)                                                    | PM67000116    | Classé       | 1985  |                |
| Tympanon                                                                        | Sandstein, 1492 | in der Synagoge (Lage)                                                    | PM67000117    | Classé       | 1985  |                |
| Waschbecken                                                                     | Kijor; Sandstein, 1820 | in der Synagoge (Lage)                                                    | PM67000119    | Classé       | 1985  |                |
| Waschbecken                                                                     | Kijor; Sandstein, 18. oder 19. Jahrhundert | in der Synagoge (Lage)                                                    | PM67000118    | Classé       | 1985  |                |
| Pietà                                                                           | Wallfahrtsbild; Holz, farbig gefasst, Metall, vergoldet, und Stoff, Anfang des 15. Jahrhunderts                                                                                       | Kloster Marienthal, in der Kirche Notre-Dame-des-Douleurs (Lage)          | PM67000906    | Classé       | 2003  | weitere Bilder |
| Gemälde Krönung der Marienstatue im Jahr 1859                                   | Ölfarbe auf Leinwand, 1889 von Martin von Feuerstein | Kloster Marienthal, in der Kirche Notre-Dame-des-Douleurs (Lage)          | PM67000909    | Classé       | 2003  |                |
| Skulptur Notre-Dame de la Joie                                                  | Wallfahrtsbild der Madonna mit Kind; Holz, farbig gefasst und vergoldet, um 1420 | Kloster Marienthal, in der Kirche Notre-Dame-des-Douleurs (Lage)          | PM67000907    | Classé       | 2003  | weitere Bilder |
| Gemälde Ursprungslegende von Marienthal                                         | Ölfarbe auf Leinwand, 1889 von Martin von Feuerstein | Kloster Marienthal, in der Kirche Notre-Dame-des-Douleurs (Lage)          | PM67000908    | Classé       | 2003  |                |
| Relief Marientod                                                                | Sandstein, um 1519 | Kloster Marienthal, in der Kirche Notre-Dame-des-Douleurs (Lage)          | PM67000603    | Classé       | 1982  | weitere Bilder |
| Monstranz der Königin                                                           | Silber, vergoldet, 1748 von Joseph Ignaz Saler | Kloster Marienthal, in der Kirche Notre-Dame-des-Douleurs (Lage)          | PM67000114    | Classé       | 1978  |                |
| Relief Heiliges Grab                                                            | Sandstein, um 1519 | Kloster Marienthal, in der Kirche Notre-Dame-des-Douleurs (Lage)          | PM67000601    | Classé       | 1982  | weitere Bilder |
| Kelch                                                                           | Glas, Ende des 18. Jahrhunderts | Kloster Marienthal, im Maison des Prêtres (Lage)                          | PM67000912    | Classé       | 2003  |                |
| Triptychon Kreuzigung                                                           | Ölfarbe auf Holz, 1587 | Kloster Marienthal, im Maison des Prêtres (Lage)                          | PM67000910    | Classé       | 2003  |                |
| Skulpturengruppe Kreuzabnahme                                                   | Terrakotta, zweite Hälfte des 18. Jahrhunderts, vermutlich von Fidel Sporer | Kloster Marienthal, im Maison des Prêtres (Lage)                          | PM67000911    | Classé       | 2003  |                |
| Hauptaltar                                                                      | Holz, vergoldet, und Ölfarbe auf Leinwand, drittes Viertel des 18. Jahrhunderts | in der Kapelle Ste-Catherine des ehemaligen Annuntiatinnenklosters (Lage) | PM67000802    | Classé       | 1997  |                |
| Skulptur Heilige Katharina von Alexandria                                       | Holz, farbig gefasst und vergoldet, 19. Jahrhundert | in der Kapelle Ste-Catherine des ehemaligen Annuntiatinnenklosters (Lage) | PM67001636    | Inscrit      | 1991  |                |
| Zwei Seitenaltäre                                                               | Holz, vergoldet, und Ölfarbe auf Leinwand, drittes Viertel des 18. Jahrhunderts | in der Kapelle Ste-Catherine des ehemaligen Annuntiatinnenklosters (Lage) | PM67000803    | Classé       | 1997  |                |
| Sakristeischrank                                                                | Holz, um 1760 | in der Kapelle des ehemaligen Krankenhauses (Lage)                        | PM67000814    | Classé       | 1998  |                |